# Кичи-Бюргендю
Кичи-Бюргендю (кирг. Кичи-Бүргөндү) — село в Ноокенском районе Джалал-Абадской области Кыргызстана. Входит в состав Бюргендинского айылного аймака.

## География
Село расположено в южной части области, вблизи государственной границы с Узбекистаном, на расстоянии приблизительно 25 километров (по прямой) к западу от села Масы, административного центра района. Абсолютная высота — 626 метров над уровнем моря.

## Население
Согласно оценочным данным Национального статистического комитета Кыргызской Республики, численность населения села на начало 2023 года составляла 1246 человек.
| год     | 2009 | 2014 | 2015 | 2020 | 2021 | 2023 |
| ------- | ---- | ---- | ---- | ---- | ---- | ---- |
| человек | 729  | 1245 | 1053 | 1140 | 1166 | 1246 |